# FMS Espanya
La freestyle master series Espanya, també coneguda com a fms Espanya, és una competició que reuneix als 10 millors freestylers del país en una mateixa lliga. L'organitzadora es Urban Roosters, aquesta organització s'encarrega de fer competicions de freestyle.
La fms Espanya va començar el 30 d'abril de 2017, a Barcelona. En aquell moment, Urban Rooster va inaugurar la primera lliga de freestyle
Actualment, la fms Espanya no és l'única lliga de freestyle que existeix. Urban Roosters també ha creat la freestyle master series a Argentina, Mèxic, Xile al 2019, al 2020 s'estrena la FMS Perú 

### Estructura de la lliga
La fms té un sistema de puntuació de lliga. Durant tot l'any 10 participants s'enfronten a cada un dels seus contrincants durant 9 jornades que se celebren 1 cop al mes, cada jornada té un total de 5 enfrontaments diferents. Totes les jornades de la fms es van celebrant en diferents ciutats del país.
Totes les fms compten amb un presentador, un dj, un jurat i un equip tècnic
El jutjat té un sistema de puntuació de 0-4 per cada barra. Una barra significa 4 compassos, normalment es valora el "punch", que és la rima més forta dels 4 compassos, el punch sol estar al últim compàs de la barra, però de vegades els mc's posen més d'un per barra.
El sistema de 0-4 és dependent del nivell de la rima:
0- En el cas que no el mc es travi o no aconsegueix-hi completar una rima
1- En el cas que el mc pugui completar la rima, però aquesta no tingui un gran contingut
2- Una rima completa amb un bon contingut però que no destaca
3- Una rima molt ben executada
Una rèplica es dona si, al final de l'enfrontament la suma de totes les puntuacions té una diferència de 5 punts amb la del contrincant.
4- Una rima que quedarà per la memòria.
El jurat pot també posar un extra de flow], posada en escena i skills al final de cada ronda.
Quan s'acaba l'enfrontament, els dos participants de la batalla s'han de repartir 3 punts depenent del resultat de la batalla.
3 punts si guanya directament
2 punts si guanya amb rèplica
1 punt si perd amb rèplica
0 punts si perd directament
Si es dona la rèplica, es donarà una última ronda de 4x4

### Format de les batalles
El format de la fms está dividit en 6 rondes diferents, aquestes rondes estan fetes perquè els participants es puguin mesurar en diferents aspectes del freestyle. Aquest format no varia en cap de les dates que se celebra la fms espanya.
Easy mode: És la primera ronda de la batalla, es van generan pararles al atzar cada 10 segons. El mc ha d'utilitzar aquesta paraula durant la barra que ocupa els 10 segons. La ronda dura 60 segons, que equivalen a 6 barres.
Hard Mode: En aquesta ronda la dificultat augmenta, es generen paraules aleatòries cada 5 segons. El mc ha d'utilitzar dues de les paraules generades en una sola barra.
La ronda torna a durar 6 barres, que ocupen 60 segons.
Temàtiques: Es genera un concepte sobre el qual els participants han de rapejar, són 4 barres per mc.
Personatges contraposats: És una ronda de 4x4 que dura 120 segons. Els participants han de rapejar utilitzant com a recurs dues coses que siguin contraposades.
Minut a sang: És una ronda en la qual el primer participant té un minut per poder atacar de manera lliure al contrincant, després el segon mc té un minut de resposta. A la segona ronda passa el mateix, però els rols s'inverteixen.
Ronda Deluxe: Aquesta ronda comença amb 3 patrons a acapella per cada participant, després es continua amb base de fons, la ronda dura 160 segons.

### Ascens i descens
La fms té una tabla d'ascens que dura tota una temporada, segons aquest model les diferents competències es distribueixen en 4 rangs diferents depenent del nivell dels participants i la importància de la competència.
En el rang 1 trobem les competències de Red Bull Batalla De Los Gallos i Batalla De Maestros (BDM). El campió nacional de cada una d'aquestes competicions suma 40.000 punts per la taula d'ascens, el campió nacional aconsegueix una quantitat de 10.000 punts.
En el rang 2 estan les competicions de King of the mic, Gold battle, Copa federació i Bdm pandillas. El guanyador nacional de King of the mic, Gold battle i la Copa federación guanyan 20.000 punts i el campió regional guanya 5.000. La parella guanyadora de la BDM pandillas es reparteix els 20.000 punts entre els dos.
En el rang numero 3 estan les competicions de North music, Freefighters i Freestyle under league. El campió nacional de cada una d'aquestes guanyarà 10.000 punts pel rànquing.
Finalment, en el rang número 4 trobem Big wings, Beat ground, Southeast, Gladiator battles i Pro dual. El guanyador de cada respectiva nacional aconseguirà 4.000 punts pel ranquing.
Al final de la temporada de fms, els dos primers mc's de la taula d'ascens pugen a la lliga automàticament i s'intercanvien amb els dos últims que hagin quedat a la fms. El 3r classificat de la taula d'ascens tindrà una batalla l'últim amb el 3r últim de la fms durant l'última jornada, el guanyador de la batalla estarà durant la pròxima fms.

### Temporada 1
La fms Espanya temporada 1 va comptar com a DJ a Sunshine, amb Bekaesh com a host i com a jurat a Estrimo, Kapo 013 i un altre que anava canviant cada jornada.
Els 10 participants escollits per formar la fms Espanya temporada 1 van ser: Invert, Chuty, Zasko, Hander, Mr. Ego, Skone, Blon, Arkano, Bta i Errecé.
Chuty va ser el campió de la primera temporada de fms Espanya.
Mr. Ego i Invert van descendir de la lliga directament.
Hander va ser el 8è classificat i va fer la batalla de play off contra Coletiyas, Hander va guanera de manera directa.
La batalla Stone contra Blon no es va poder fer per motius personals de Skone, els 3 punts van anar per Blon.
Classificació
|        | Punts | Victòria/Victòria amb replica | Derrota/Derrota amb replica | Jornadas |
| Chuty  | 26    | 8/1                           | 0                           | 9        |
| Skone  | 17    | 5/1                           | 3                           | 8        |
| Blon   | 14    | 4/1                           | 4                           | 8        |
| Bta    | 14    | 4                             | 3/2                         | 9        |
| Errecé | 13    | 3/1                           | 3/2                         | 9        |
| Zasko  | 12    | 4                             | 5                           | 9        |
| Arkano | 12    | 3/1                           | 4/1                         | 9        |
| Hander | 10    | 2/1                           | 4/2                         | 9        |
| Invert | 9     | 2/1                           | 5/1                         | 9        |
| Mr.Ego | 8     | 2/1                           | 6                           | 9        |

Jornadas
|         | Arkano | Blon | Bta | Chuty | Errecé | Hander | Invert | Mr. Ego | Skone | Zasko |
| Arkano  | X      | DR   | VR  | D     | V      | V      | DR     | D       | V     | D     |
| Blon    | V      | X    | VR  | D     | D      | D      | D      | V       | V     | V     |
| Bta     | DR     | DR   | X   | D     | V      | V      | V      | V       | D     | D     |
| Chuty   | V      | V    | V   | X     | V      | V      | V      | V       | V     | V     |
| Errecé  | D      | V    | D   | DR    | X      | VR     | V      | DR      | D     | V     |
| Hander  | D      | V    | D   | D     | DR     | X      | VR     | V       | DR    | D     |
| Invert  | VR     | V    | D   | D     | D      | D      | X      | D       | D     | V     |
| Mr. Ego | V      | D    | D   | D     | VR     | D      | V      | X       | D     | D     |
| Skone   | D      | D    | V   | D     | V      | VR     | V      | V       | X     | V     |
| Zasko   | V      | D    | V   | D     | D      | V      | D      | V       | D     | X     |

V= Victòria
VR= Victòria amb replica
DR= Derrota amb replica
D= Derrota

### Temporada 2
A la temporada 2 vam tornar a tenir a Bekaesh i a DJ Shunshine. Van passar de ser 3 jurats a 5, que eren Estrimo, Kapo 013, Soen, Invert i Mr.Ego
Chuty va tornar a ser el campió de fms
Els ascendits van ser Bnet i Mr. Ego
Arkano es va retirar de la lliga i del freestyle
Hander va descendir
Force va guanyar a Santi en la batalla del play-off sense rèplica
Classificació
|        | Punts | Victorias/ Victòria amb replica | Derrota/ Derrota amb replica | Jornadas |
| Chuty  | 24    | 7/1                             | 0/1                          | 9        |
| Walls  | 18    | 5                               | 1/3                          | 9        |
| Skone  | 16    | 3/3                             | 2/1                          | 9        |
| Blon   | 14    | 3/2                             | 2/2                          | 9        |
| Errecé | 13    | 4/1                             | 3/1                          | 9        |
| Zasko  | 12    | 3/1                             | 4/1                          | 9        |
| Bta    | 10    | 2/2                             | 5/1                          | 9        |
| Force  | 8     | 1/1                             | 5/2                          | 9        |
| Hander | 8     | 1/1                             | 4/3                          | 9        |
| Arkano | 0     | 2/3                             | 4                            | 9        |

Jornadas
|        | Arkano | Blon | Bta | Chuty | Errecé | Force | Hander | Skone | Walls | Zasko |
| Arkano | X      | VR   | V   | D     | D      | VR    | VR     | D     | D     | V     |
| Blon   | DR     | X    | V   | VR    | VR     | D     | V      | D     | D     | V     |
| Bta    | D      | D    | X   | D     | D      | V     | V      | VR    | VR    | D     |
| Chuty  | V      | DR   | V   | X     | V      | V     | V      | V     | VR    | V     |
| Errecé | V      | DR   | V   | D     | X      | VR    | D      | DR    | V     | D     |
| Force  | DR     | V    | D   | D     | DR     | X     | VR     | D     | D     | DR    |
| Hander | DR     | D    | D   | D     | DR     | V     | X      | DR    | D     | VR    |
| Skone  | V      | V    | DR  | D     | VR     | V     | VR     | X     | VR    | D     |
| Walls  | V      | V    | DR  | DR    | D      | V     | V      | DR    | X     | V     |
| Zasko  | D      | D    | V   | D     | V      | VR    | DR     | V     | D     | X     |

### Temporada 3
Aquesta temporada encara s'està duent a terme.
Classificació actual
|         | Punts | Victorias/ Victorias amb replica | Derrotas/ Derrotas amb replica | Jornadas |
| Bnet    | 15    | 5                                | 0                              | 5        |
| Chuty   | 13    | 4                                | 0/1                            | 5        |
| Skone   | 10    | 2/2                              | 1                              | 5        |
| Errecé  | 9     | 2/1                              | 1/1                            | 5        |
| Mr. Ego | 6     | 0/2                              | 1/2                            | 5        |
| Blon    | 6     | 1/1                              | 2/1                            | 5        |
| Walls   | 5     | 1                                | 2/2                            | 5        |
| Force   | 5     | 1/1                              | 3                              | 5        |
| Zasko   | 3     | 0/1                              | 3/1                            | 5        |
| Bta     | 3     | 0/1                              | 3/1                            | 5        |